# Poppers

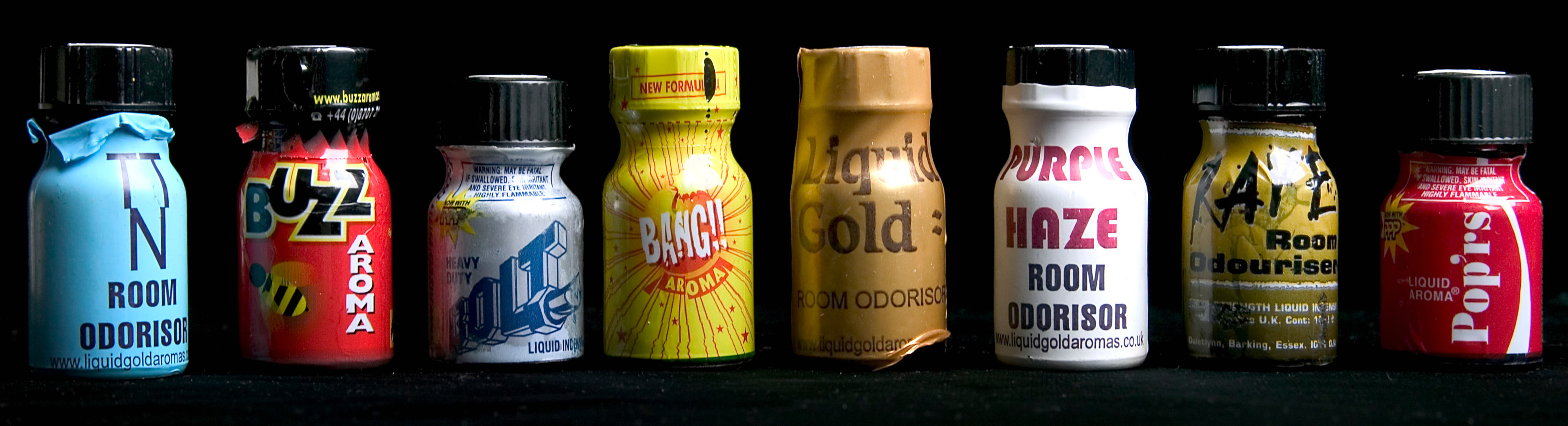
Verschiedene Poppers-Fläschchen

Poppers (Plural, von englisch to pop „knallen“) ist eine Slang-Sammelbezeichnung für eine Gruppe flüchtiger Substanzen aus der Gruppe der Alkylnitrite. Der Name rührt von dem Geräusch des Öffnens (Knallen) der Glasampullen (zur Inhalation bei Angina Pectoris) her, in denen die Substanzen früher erhältlich waren. In der MSM-Szene wird Poppers in der schriftlichen Konversation und in Profilen auf Sex- und Datingportalen gern mit PP abgekürzt.
Poppers bestehen aus Amylnitrit, Isopropylnitrit, Cyclohexylnitrit (und früher Isobutylnitrit) oder Mischungen daraus. Sie haben eine stark gefäßerweiternde Wirkung (Vasodilatation). Poppers haben einen charakteristischen Geruch, der entfernt an Chloroform erinnert. Durch Kontakt mit Luftsauerstoff werden Poppers relativ rasch zersetzt, was durch einen intensiven, stechenden Geruch feststellbar ist.

## Verwendung
Alkylnitrite wie etwa Amylnitrit wurden ursprünglich als Arzneimittel gegen Angina pectoris eingesetzt, jedoch wegen der nur kurzanhaltenden Wirkung bald durch andere Medikamente ersetzt. Aufgrund der spontan einsetzenden, kurz andauernden Rauschwirkung in höheren Dosierungen werden Alkylnitrite als Rauschmittel benutzt. Außerdem werden ihnen aphrodisierende und schmerzhemmende Wirkungen zugeschrieben, weshalb sie teilweise vor einem Analverkehr vom penetrierten Partner verwendet werden, um den Schließmuskel zu entspannen und eventuell durch Verkrampfung auftretenden Schmerzen vorzubeugen.
Die Dämpfe der leichtflüchtigen Flüssigkeit werden direkt aus ihrem Gefäß inhaliert. Die psychische Wirkung, bestehend aus einer Intensivierung von Empfindungen, setzt nach 5 bis 15 Sekunden ein und hält, abhängig von der inhalierten Menge, zwischen einer und maximal zehn Minuten an. Sie wird oft als „Flash“ oder „Rush“ beschrieben. Die Wirkung basiert auf einer vorübergehenden Gefäßerweiterung im Gehirn, bei der die chemische Substanz nur gefäßerweiternd und damit durchblutungsfördernd wirkt, jedoch selber keine halluzinogenen Eigenschaften hat.
In einer englischen Studie gaben 5 % aller Befragten an, im letzten Jahr mindestens einmal Poppers verwendet zu haben, damit nahmen Poppers den 8. Platz von allen angegebenen Drogen ein.
In einer australischen Studie, die die Nutzung von Drogen in einer Kohorte von homosexuellen und bisexuellen Männern untersuchte, wurden Amylnitrite in der Kategorie „Party-Drogen“ von der höchsten Anzahl (32,1 %) verwendet.
Auch in China wurde unter Männern, die Sex mit Männern haben, eine hohe Anzahl gefunden (28,3 % von 576 Befragten), die in den letzten drei Monaten Poppers verwendet hatten.

## Rechtliche Situation im deutschsprachigen Raum
Der Besitz unterliegt in den deutschsprachigen Ländern (Deutschland, Österreich, Schweiz) keinen betäubungsmittelrechtlichen Vorschriften und ist damit legal; der Kauf, Verkauf oder Handel von Amylnitrit ohne Erlaubnis unterliegt oder verstößt jedoch gegen die Chemikaliengesetze bzw. Arzneimittelgesetze der entsprechenden Länder, auch in den meisten anderen europäischen Ländern sind Poppers nicht legal erhältlich. Gelegentlich werden in Sexshops Poppers sichergestellt, die dort illegal angeboten wurden. Außerdem kann man sie über Onlineshops beziehen: Dort werden Poppers als „Legal Highs“ unter Angabe falscher Verwendungszwecke, wie etwa als „Reinigungsmittel“, „Zimmerduft“ oder „Leder-Putzmittel“, angeboten.

## Unerwünschte Wirkungen
Durch den Konsum von Poppers kann es zu Hautrötungen (durch die Vasodilatation), Schwindel und gelegentlich zu nitritinduziertem Kopfschmerz kommen. Weitere, kurz anhaltende Nebenwirkungen können Herzrasen, Übelkeit, Erbrechen, Sehstörungen und Schwitzen sein.
Das Verschlucken oder Einbringen in die Nase oder Nasen-Nebenhöhlen kann zu Verätzungen und Vergiftungen führen; bei Verschlucken sind Todesfälle dokumentiert. Beim Verschlucken wird die methämoglobinbildende Wirkung schlagend, was bei ausreichender Ausprägung zum Tod durch Hypoxämie führt.
Vor allem in Zusammenhang mit der gleichzeitigen Verwendung weiterer blutdrucksenkender Mittel kann es zu einem plötzlichen und lebensgefährlichen Abfall des Blutdrucks mit Schockzuständen kommen. Blutdrucksenkende Potenzmittel wie die PDE-5-Hemmer Sildenafil (Viagra), Tadalafil, Avanafil oder Vardenafil verstärken die Wirkung, weswegen die gleichzeitige Gabe von PDE-5-Hemmern mit NO-Donatoren (wie beispielsweise Amylnitrit) oder jeglichen anderen Nitraten kontraindiziert ist.
Die Ausbildung einer Methämoglobinämie oder hämolytischen Anämie (Blutarmut) ist möglich.
Bei hypotonischem Schock werden kristalloide Lösungen, bei Methämoglobinämie das Antidot Toluidinblau oder Methylenblau, intravenös verabreicht.
Inhalierbare, organische Nitrite verändern blutgefäßbildende Gene in Lungen- und Lebertumoren von Mäusen. Isobutylnitrit ist laut EU-Gefahrstoffrichtlinie als krebserregend eingestuft und in der Regel als Poppers nicht mehr erhältlich.
Eine Studie an Mäusen kommt zu dem Schluss, dass Poppers das Immunsystem schwächen.
Im Zusammenhang mit Popperskonsum werden Schädigungen der Netzhaut (Makuladegeneration) für möglich gehalten und untersucht.
Mittlerweile sind mehrere Fälle bekannt, in denen der chronische Gebrauch von Poppers (3–4 Mal pro Woche) zur Makuladegeneration führte.
Eine Studie in Vancouver fand einen Zusammenhang zwischen der Nutzung von Poppers und der Gefahr einer HIV-Infektion, da mit der Nutzung die Bereitschaft für risikoreichere Sexualpraktiken steigt. Die Autoren kamen deshalb zu dem Schluss, dass die Reduzierung der Poppersnutzung, unter MSM, Priorität haben sollte.

## Behauptungen über karzinogene Wirkung
Dem Bereich der AIDS-Leugner zuzuordnen ist die Behauptung, Poppers seien die Ursache für das Entstehen des Kaposi-Sarkoms, einer Krebsart, die fast ausschließlich bei AIDS-Kranken auftritt. Dies wird damit begründet, dass die Hauptkonsumenten von Poppers, wie auch viele AIDS-Kranke, Homosexuelle seien. Seit 1995 ist jedoch bewiesen, dass das Kaposi-Sarkom durch eine Infektion mit dem Humanen Herpesvirus 8 (HHV-8) hervorgerufen wird, das bei gesunden Menschen in der Regel keinen Schaden anrichtet, wohl aber bei immungeschwächten Patienten mit einer fortgeschrittenen AIDS-Erkrankung.